# جيف ليما
جيف ليما (بالإنجليزية: Jeff Lima)‏ هو ممثل أمريكي، ولد في 17 سبتمبر 1990 بنيويورك في الولايات المتحدة.

## أعمال

### أفلام
- (2010) كبار رجال الشرطة[1]

## وصلات خارجية
- جيف ليما على موقع IMDb (الإنجليزية)
- جيف ليما على موقع ألو سيني (الفرنسية)
- جيف ليما على موقع أول موفي (الإنجليزية)
- جيف ليما على موقع قاعدة بيانات الفيلم (الإنجليزية)
- جيف ليما على موقع كينوبويسك (الروسية)